# Археологически паметник
Археологически обект е място, на което са налични интересни за археологията материални следи от човешки живот. Археологически паметник е археологически обект, археологическа находка – движима или недвижима, която е с особено национално и историческо значение и уникалност. Тя дава информация за предишно човешко присъствие в даден район. Археологическите паметници са важна част от националното историческо и културно наследство. Така например, Мадарският конник е обявен за археологически паметник на културата. Други примери за археологически паметници в България са старият Несебър и римският театър в Пловдив.